# モトブル
モトブルは、日本のフォークデュオ。
ギター&ボーカルの松本憲亮と、ピアノ&ボーカルの那由多による二人組音楽ユニット。

## 概要
2003年、飛騨高山で結成。
2004年3月、同市内で自主制作CD「びいだま」を発売。その後、CD制作やライブを重ね、活動期間中の5年間（2003年 - 2008年）で全3作品合計約4200枚を売り上げた。その後別々の進路となり、松本は教師生活が始まり音楽活動を休止、那由多は単独で活動を続けた。松本が教師生活も9年目を迎えた頃、松本の持病である肺の病気がいよいよ命に関わるところまで悪化し、2018年6月肺移植手術を受ける事となった。無事に成功し、約1年間の病院生活を経て命をつなげるに至った。長時間の移植手術で、右手が動かなくなるという後遺症が残ったが、生きられたことに感謝し、今までの経験をベースに音楽制作を開始。
2020年にモトブルの活動を再開、同年9月には復活ミニアルバム「あの頃のままで」を発売。
現在東京都調布市と岐阜県高山市を拠点に活動中。Covidー19の影響もありYouTube等を発信源にして作品を発表、配信ライブ等で活動を始めている。
最近では赤坂等のイベントにて楽曲制作・提供を行っており、調布市仙川をベースに活動している。

## メンバー
- 松本 憲亮（まつもと けんりょう）

ギター&ボーカル担当、高山西高校吹奏楽部出身、先天性の心臓と肺の病気を患い、幼い頃から「あと3年の命」と言われながらも医学の進歩と共に33歳まで生き長らえ、小学生の頃から自分の死と向き合いながら生きてきた。2009年から教師となり吹奏楽部顧問となる。2018年両肺移植・心臓同時手術により病気が完治。移植後教師を辞め、モトブルの活動をスタートさせる。
- 那由多（なゆた）

ピアノ&ボーカル担当、小学生のときにピアノが習いたく親に言ったが月謝が高いため、合唱団なら良いと言われ合唱団に入り、歌の世界に魅力を感じはじめる。中学生から吹奏楽部に入部し、ユーフォニアムを担当。その後高山西高校に入部し松本と出会う。16歳の時、松本にモトブルへ誘われ、念願であったピアノを独学で学びピアノボーカルとして加入した。 休止中は単独でシンガーとして活動していた。 

## 略歴
- 2003年
  - 9月 地元飛騨高山にてモトブル結成
  - 10月 路上ライブ開始

- 2004年
  - 1stアルバム『びいだま』発売（完売）

- 2005年
  - 2ndアルバム『心通う日には』発売（完売）
  - 夏季特別ミニアルバム『花火/あの時』ライブ限定発売（完売）

- 2008年
  - モトブル活動休止

- 2020年
  - モトブル活動再開
  - 復活ミニアルバム『あの頃のままで』発売（発売中）

- 2021年
  - 高山HitsFM出演[3]
  - 調布FM東京オアシス出演

- 2022年
  - 6月 赤坂「茜まつり」楽曲提供
  - 9月 赤坂秋まつり[4](赤坂一ツ木通り商店街振興組合)出演
  - 11月TBS系SDGsプロジェクト 『地球を笑顔にする広場[5]』に出演
  - 11月調布FM東京オアシス出演[6]
- 2023年
  - 4月調布FMと飛騨高山HitsFMでレギュラーラジオ番組「スポットライト」が放送開始[7]
  - 5月赤坂「茜祭り」オリジナルテーマソング「AKASAKANPAI!~やみつき乾杯ソング」~制作及び出演[8]